# Entalophoroecia clavata
Entalophoroecia clavata är en mossdjursart som först beskrevs av Busk 1859.  Entalophoroecia clavata ingår i släktet Entalophoroecia och familjen Diaperoeciidae. Inga underarter finns listade i Catalogue of Life.